# Spýros Livathinós
Spýros Livathinós (en grec moderne : Σπύρος Λιβαθηνός), né le 8 janvier 1955 à Patras, est un footballeur international grec ayant participé à l'Euro 1980.

## Carrière joueur

### Panathinaikos
Livathinós commence à jouer au Panathinaikos dans sa jeunesse et intègre l'équipe professionnelle en 1975. Spýros remporte ses deux premiers trophées lors de la saison 1976-1977 avec le doublé coupe-championnat. Il remportera de nombreux titres avec le Pana et totalisera 267 matchs de haut niveau sous les couleurs vertes du club d'Athènes. Au passage, il sera sélectionné à de nombreuses reprises sous le maillot grec et participera notamment à l'Euro 1980.

### Escapade chypriote
Le milieu de terrain grec quitte le Pana après 11 ans et rejoint le club du Pezoporikos Larnaca où il sera entraîneur-joueur pendant deux saisons.

## Entraîneur
Dès l'annonce de la fin de sa carrière, Spýros prend les commandes de l'Ethnikos pendant un moment. Il revient entraîner ce même club de 1999 à 2001 où il l'emmènera aux 11e et 10e places. Il entraîne pendant l'année 2002 le club de ses débuts avant de d'arrêter. Aujourd'hui, il est recruteur pour le Pana. 

## Palmarès
- Champion de Grèce en 1977, 1984 et 1986.
- Vainqueur de la Coupe de Grèce en 1977, 1982, 1984 et 1986.
- Champion de Chypre en 1988.